# 1983年の日本
1983年の日本（1983ねんのにほん）では、1983年（昭和58年）の日本の出来事・流行・世相などについてまとめる。

## 他の紀年法
日本では、西暦の他にも以下の紀年法を使用している。なお、以下の紀年法は西暦と月日が一致している。
- 元号
  - 昭和58年
- 神武天皇即位紀元
  - 皇紀2643年
- 干支
  - 癸亥（みずのと い）

## カレンダー
| 1月 |    |    |    |    |    |    |
| 日  | 月 | 火 | 水 | 木 | 金 | 土 |
|     |    |    |    |    |    | 1  |
| 2   | 3  | 4  | 5  | 6  | 7  | 8  |
| 9   | 10 | 11 | 12 | 13 | 14 | 15 |
| 16  | 17 | 18 | 19 | 20 | 21 | 22 |
| 23  | 24 | 25 | 26 | 27 | 28 | 29 |
| 30  | 31 |    |    |    |    |    |
|     |    |    |    |    |    |    |

| 2月 |    |    |    |    |    |    |
| 日  | 月 | 火 | 水 | 木 | 金 | 土 |
|     |    | 1  | 2  | 3  | 4  | 5  |
| 6   | 7  | 8  | 9  | 10 | 11 | 12 |
| 13  | 14 | 15 | 16 | 17 | 18 | 19 |
| 20  | 21 | 22 | 23 | 24 | 25 | 26 |
| 27  | 28 |    |    |    |    |    |
|     |    |    |    |    |    |    |

| 3月 |    |    |    |    |    |    |
| 日  | 月 | 火 | 水 | 木 | 金 | 土 |
|     |    | 1  | 2  | 3  | 4  | 5  |
| 6   | 7  | 8  | 9  | 10 | 11 | 12 |
| 13  | 14 | 15 | 16 | 17 | 18 | 19 |
| 20  | 21 | 22 | 23 | 24 | 25 | 26 |
| 27  | 28 | 29 | 30 | 31 |    |    |
|     |    |    |    |    |    |    |

| 4月 |    |    |    |    |    |    |
| 日  | 月 | 火 | 水 | 木 | 金 | 土 |
|     |    |    |    |    | 1  | 2  |
| 3   | 4  | 5  | 6  | 7  | 8  | 9  |
| 10  | 11 | 12 | 13 | 14 | 15 | 16 |
| 17  | 18 | 19 | 20 | 21 | 22 | 23 |
| 24  | 25 | 26 | 27 | 28 | 29 | 30 |
|     |    |    |    |    |    |    |

| 5月 |    |    |    |    |    |    |
| 日  | 月 | 火 | 水 | 木 | 金 | 土 |
| 1   | 2  | 3  | 4  | 5  | 6  | 7  |
| 8   | 9  | 10 | 11 | 12 | 13 | 14 |
| 15  | 16 | 17 | 18 | 19 | 20 | 21 |
| 22  | 23 | 24 | 25 | 26 | 27 | 28 |
| 29  | 30 | 31 |    |    |    |    |
|     |    |    |    |    |    |    |

| 6月 |    |    |    |    |    |    |
| 日  | 月 | 火 | 水 | 木 | 金 | 土 |
|     |    |    | 1  | 2  | 3  | 4  |
| 5   | 6  | 7  | 8  | 9  | 10 | 11 |
| 12  | 13 | 14 | 15 | 16 | 17 | 18 |
| 19  | 20 | 21 | 22 | 23 | 24 | 25 |
| 26  | 27 | 28 | 29 | 30 |    |    |
|     |    |    |    |    |    |    |

| 7月 |    |    |    |    |    |    |
| 日  | 月 | 火 | 水 | 木 | 金 | 土 |
|     |    |    |    |    | 1  | 2  |
| 3   | 4  | 5  | 6  | 7  | 8  | 9  |
| 10  | 11 | 12 | 13 | 14 | 15 | 16 |
| 17  | 18 | 19 | 20 | 21 | 22 | 23 |
| 24  | 25 | 26 | 27 | 28 | 29 | 30 |
| 31  |    |    |    |    |    |    |
|     |    |    |    |    |    |    |

| 8月 |    |    |    |    |    |    |
| 日  | 月 | 火 | 水 | 木 | 金 | 土 |
|     | 1  | 2  | 3  | 4  | 5  | 6  |
| 7   | 8  | 9  | 10 | 11 | 12 | 13 |
| 14  | 15 | 16 | 17 | 18 | 19 | 20 |
| 21  | 22 | 23 | 24 | 25 | 26 | 27 |
| 28  | 29 | 30 | 31 |    |    |    |
|     |    |    |    |    |    |    |

| 9月 |    |    |    |    |    |    |
| 日  | 月 | 火 | 水 | 木 | 金 | 土 |
|     |    |    |    | 1  | 2  | 3  |
| 4   | 5  | 6  | 7  | 8  | 9  | 10 |
| 11  | 12 | 13 | 14 | 15 | 16 | 17 |
| 18  | 19 | 20 | 21 | 22 | 23 | 24 |
| 25  | 26 | 27 | 28 | 29 | 30 |    |
|     |    |    |    |    |    |    |

| 10月 |    |    |    |    |    |    |
| 日   | 月 | 火 | 水 | 木 | 金 | 土 |
|      |    |    |    |    |    | 1  |
| 2    | 3  | 4  | 5  | 6  | 7  | 8  |
| 9    | 10 | 11 | 12 | 13 | 14 | 15 |
| 16   | 17 | 18 | 19 | 20 | 21 | 22 |
| 23   | 24 | 25 | 26 | 27 | 28 | 29 |
| 30   | 31 |    |    |    |    |    |
|      |    |    |    |    |    |    |

| 11月 |    |    |    |    |    |    |
| 日   | 月 | 火 | 水 | 木 | 金 | 土 |
|      |    | 1  | 2  | 3  | 4  | 5  |
| 6    | 7  | 8  | 9  | 10 | 11 | 12 |
| 13   | 14 | 15 | 16 | 17 | 18 | 19 |
| 20   | 21 | 22 | 23 | 24 | 25 | 26 |
| 27   | 28 | 29 | 30 |    |    |    |
|      |    |    |    |    |    |    |

| 12月 |    |    |    |    |    |    |
| 日   | 月 | 火 | 水 | 木 | 金 | 土 |
|      |    |    |    | 1  | 2  | 3  |
| 4    | 5  | 6  | 7  | 8  | 9  | 10 |
| 11   | 12 | 13 | 14 | 15 | 16 | 17 |
| 18   | 19 | 20 | 21 | 22 | 23 | 24 |
| 25   | 26 | 27 | 28 | 29 | 30 | 31 |
|      |    |    |    |    |    |    |

## 在職者
- 天皇: 裕仁
- 内閣総理大臣: 中曽根康弘（自由民主党）
- 内閣官房長官: 後藤田正晴（自由民主党）、12月27日より藤波孝生（自由民主党）
- 最高裁判所長官: 寺田治郎
- 衆議院議長: 福田一（自由民主党） 、12月26日より福永健司（自由民主党）
- 参議院議長: 徳永正利（自由民主党）、7月18日より木村睦男（自由民主党）
- 国会: 
  - 第98回 (常会, 1982年（昭和57年）12月28日-1983年5月26日)
  - 第99回 (臨時会, 7月18日-23日)
  - 第100回 (臨時会, 9月2日-11月28日)
  - 第101回 (特別会, 12月26日-1984年（昭和59年）8月8日)

## 世相
- 橋田壽賀子原作のNHK連続テレビ小説『おしん』が放映され、最高視聴率62.9パーセントを記録、「オシンドローム」と呼ばれるほどの大反響を呼んだ[1]。
- 東京ディズニーランドが開園し、年末までに入場者数800万人を突破する人気となった。
- 日本初の体外受精が行われ、論争を巻き起こした。

### 周年
- 大阪城築城400周年
- 第1次オイルショックから10周年。

## できごと

### 1月
- 1月1日 - 日産自動車、CI導入。車名フォント・看板・ロゴマークをすべて一新。
- 1月9日
  - 自由民主党の中川一郎が札幌のホテルで遺体で発見される[書籍 1]。
  - 日本テレビ、バラエティ番組『スーパージョッキー』（司会：ビートたけし）放送開始。
- 1月10日 - トヨタ自動車がFF「コロナ」を発売（8代目「コロナ」。10月には4ドアセダンが発売）。
- 1月11日 - 中曽根康弘首相が韓国訪問[書籍 2][書籍 1]。全斗煥大統領と会談[書籍 2][書籍 1]。
- 1月27日 - 青函トンネル先進導坑貫通[書籍 3]。
- 1月30日 - 7人への連続強盗殺人（1972年 - 1980年）を犯し、さらに前年（1982年）から「警察庁広域重要指定113号事件」を起こした勝田清孝が愛知県名古屋市昭和区内で逮捕される。

### 2月
- 2月1日 - 老人保健法施行[書籍 4]。
- 2月8日 - 大阪市営地下鉄谷町線の大日駅 - 守口駅間が開業し、16年越しの全線開業[書籍 4]。
- 2月12日 - 神奈川県警は横浜市内に住む14歳から16歳の未成年者10名を横浜浮浪者連続襲撃殺傷事件に関与した容疑で逮捕[書籍 5][書籍 4]。
- 2月13日 - ハワイアン・オープンで青木功が日本人初のアメリカPGAツアー優勝を果たす。
- 2月14日 - 鈴木自動車工業（現・スズキ）が「マイティボーイ」を発売。
- 2月19日 - 第9期将棋女流名人位戦で、林葉直子が史上最年少の15歳で名人となる[書籍 6]。
- 2月21日 - 山形市蔵王温泉の蔵王観光ホテルで火災、11人が一酸化炭素中毒で死亡[書籍 6]。
- 2月23日 - 三菱自動車工業が「シャリオ」を発売。
- 2月24日 - 国鉄飯田線において初代湘南電車こと80系電車が旅客営業運転を終了。これに伴い戦後復興の象徴と言われた同電車が国鉄線から完全に引退した。
- 2月28日 - 宮本身分帳事件で鬼頭史郎元判事に有罪判決。

### 3月
- 3月1日 - 鈴木自動車工業が「RG250γ」を発売。
- 3月7日 - 隣人訴訟で、全国から卑劣な嫌がらせが殺到したため、原告が訴訟取り下げ[書籍 7]。
- 3月13日 - 東北大学医学部、日本最初の体外受精による着床成功を発表[書籍 8][書籍 7]。
- 3月16日 - 徳島ラジオ商殺し事件で、高松高等裁判所が日本初の死後再審開始を決定[書籍 9]。
- 3月21日 - 筑肥線博多駅 - 姪浜駅間および虹ノ松原駅 - 山本駅間がこの日限りで廃止（翌日の電化開業に関連したものであり事実上はルート変更）。
- 3月22日 - 福岡市地下鉄空港線の室見駅 - 姪浜駅間と中洲川端駅 - 博多駅（仮駅舎）間が開業[書籍 9]。同時に筑肥線姪浜駅 - 虹ノ松原駅が電化され、虹ノ松原駅 - 唐津駅間が電化路線として開業。福岡市地下鉄と筑肥線の相互乗り入れ運転が開始される。また関連して唐津線唐津駅 - 西唐津駅間も電化。
- 3月24日
  - 中国自動車道が全線開通[書籍 9]。東京（首都高速道路・東名高速道路・中央自動車道）から熊本県八代市（九州自動車道八代IC）まで高速道路で結ばれる。
  - 大阪府枚方市にTSUTAYAの1号店「蔦屋書店枚方駅前店」がオープン。
- 3月25日 - 宝塚歌劇団によって「春の踊り -南蛮花更紗-/ムーンライト・ロマンス」（第69期生の初舞台公演）が上演される。
- 3月26日 - 阪神甲子園球場にて第55回選抜高等学校野球大会が開幕。
- 3月28日 - 沖縄市にてコンサート中の人気歌手・松田聖子に、暴漢が凶器を使い暴行する事件が起こる。
- 3月31日 - 京セラ、ヤシカの吸収合併発表。

### 4月
- 4月1日

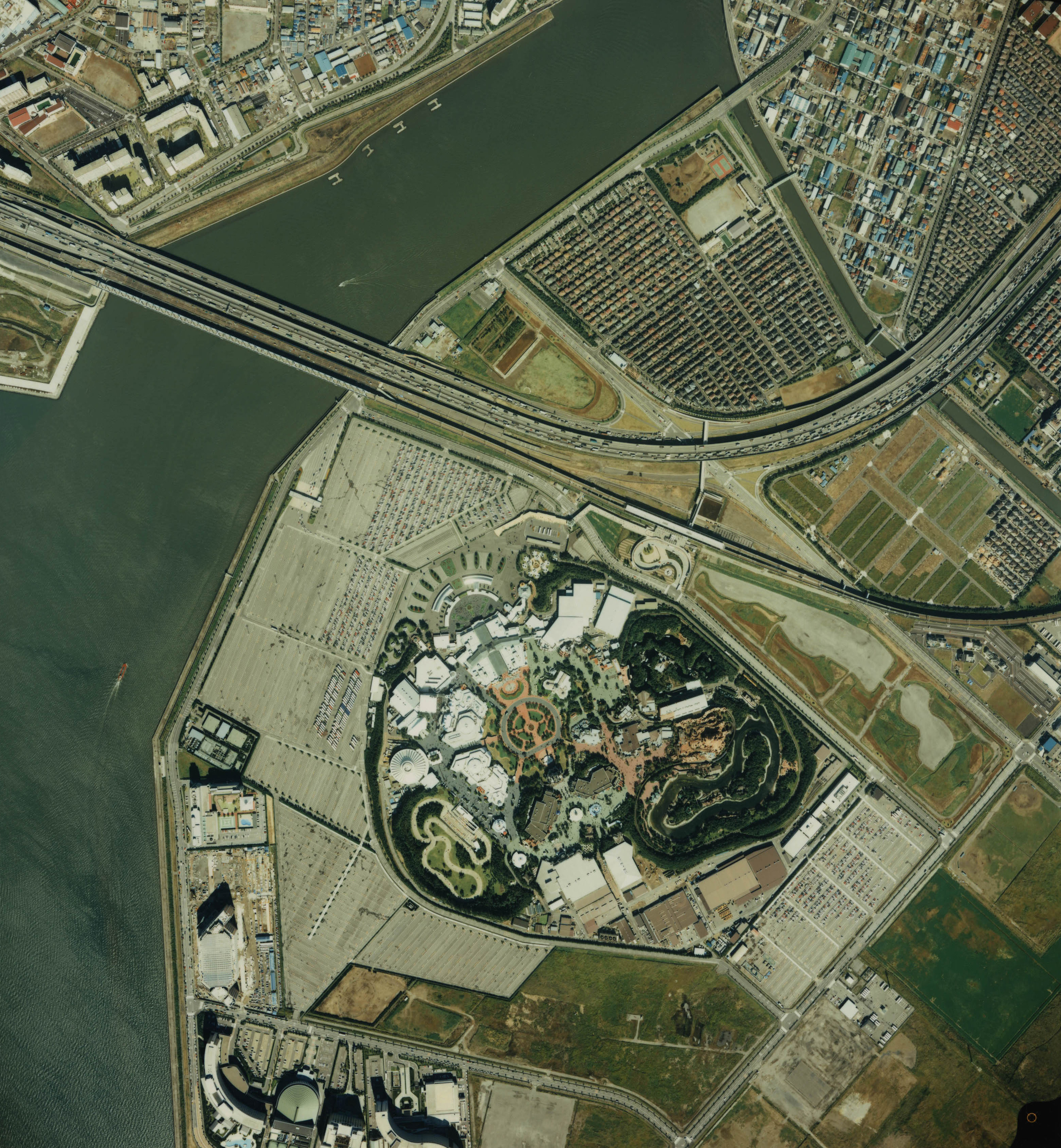
東京ディズニーランド開園(4月15日)

  - 神奈川県が都道府県では初の情報公開制度開始。
  - 日本コカ・コーラがスポーツ飲料「アクエリアス」を発売。
  - 大塚製薬が「カロリーメイト」を発売。
  - カシオ計算機が「G-SHOCK」を発売。
- 4月3日 - フジテレビで『オールナイトフジ』放送開始。女子大生ブームの火付け役となる。
- 4月4日 - NHK朝の連続テレビ小説第31作『おしん』放送開始[書籍 10]。
- 4月5日 - 第55回選抜高等学校野球大会の決勝戦が阪神甲子園球場で13時から行われ、池田高校が横浜商業を3-0で下して、大会初優勝。昨年夏の甲子園でも優勝しており、史上4校目の夏春連覇を達成。また同校は1960年夏・1961年春の神奈川・法政二高に次ぐ学制改革後2校目の夏春連覇を達成。
- 4月7日 - 毎日放送系でクイズ番組『世界まるごとHOWマッチ』（司会：大橋巨泉）放送開始（1990年3月終了）。
- 4月15日
  - 千葉県浦安市に東京ディズニーランドが開園[書籍 8][書籍 11]。
  - 森永製菓が「パックンチョ」を発売。
- 4月18日 - 俳優の萩原健一が大麻取締法違反容疑で逮捕。
- 4月19日 - 三重県鳥羽市沖で自衛隊機が墜落、14人死亡[書籍 8][書籍 11]。
- 4月26日 - 山口県岩国飛行場近くに自衛隊機が墜落、11人死亡[書籍 8][書籍 12]。
- 4月27日 - 大阪駅中央口に建設されていた大阪ターミナルビル（通称：アクティ大阪）が完成。大丸梅田店、大阪ターミナルホテルなどが入居した。
- 4月28日 - 歌手・俳優の清水健太郎が大麻取締法違反で逮捕（初の逮捕）。

### 5月
- 5月4日 - サラリーマン新党（代表・青木茂）結党[書籍 13]。
- 5月10日 - カシオ計算機が電子手帳「データバンク」を発売。
- 5月12日 - トヨタ自動車、AE8#型カローラ、スプリンターを発売。
- 5月15日 - プロ野球・阪神タイガースの野村収投手が対大洋戦で勝利し、プロ野球史上初の全球団勝利を達成。
- 5月20日 - 泥酔者を死なせた警察官に、福島地方裁判所が戦後初の特別公務員暴行陵虐罪を適用し有罪判決[書籍 14]。
- 5月21日 - 歌手の坂本スミ子が大麻取締法違反で書類送検。
- 5月23日
  - 東京ディズニーランドに500万人目のゲストが来園。
  - ファッション雑誌の「ViVi」（講談社）と「LEE」（集英社）の2誌が創刊。
- 5月26日 - 日本海中部地震(M7.7)。秋田県を中心に北海道・東北地方の日本海側に甚大な被害を出し、104人が死亡（うち津波による死者は100人）[書籍 8][書籍 15]。
- 5月31日 - 東武鉄道熊谷線（妻沼線）がこの日限りで廃止。

### 6月
- 6月 - 日本軽金属が家庭用アイスクリーム製造機「どんびえ」を発売[書籍 16]。
- 6月1日 - エースコックが「わかめラーメン」を発売。
- 6月3日 - 阪急の福本豊が盗塁939の世界新記録達成。中曽根首相から国民栄誉賞受賞を打診されるが固辞。
- 6月10日 - 東邦音楽大学が、単位不足者を金銭で卒業させていたことが発覚。
- 6月13日 - 戸塚ヨットスクール事件の生徒体罰死事件で同スクール校長の戸塚宏が逮捕[書籍 8][書籍 17]。
- 6月17日 - 神戸市地下鉄山手線大倉山駅 - 新長田駅間が延伸開業。
- 6月24日
  - カシオ計算機が「ポケットテレビ」を発売。
  - 営団有楽町線営団成増駅 - 池袋駅間が延伸開業。
- 6月26日 - 第13回参議院議員通常選挙[書籍 18][書籍 19]。全国区で比例代表制を初めて導入。
- 6月27日
  - 東洋工業が「ボンゴブローニィ」を発売。
  - 48歳の不動産鑑定士が不動産競売で取得した東京都練馬区大泉学園町六丁目の家屋の立ち退きに関するトラブルにより同家の住人5人を殺害し、死体を損壊[書籍 19]。
- 6月28日 - 俳優の沖雅也が京王プラザホテルの最上階から飛び降り自殺。

### 7月

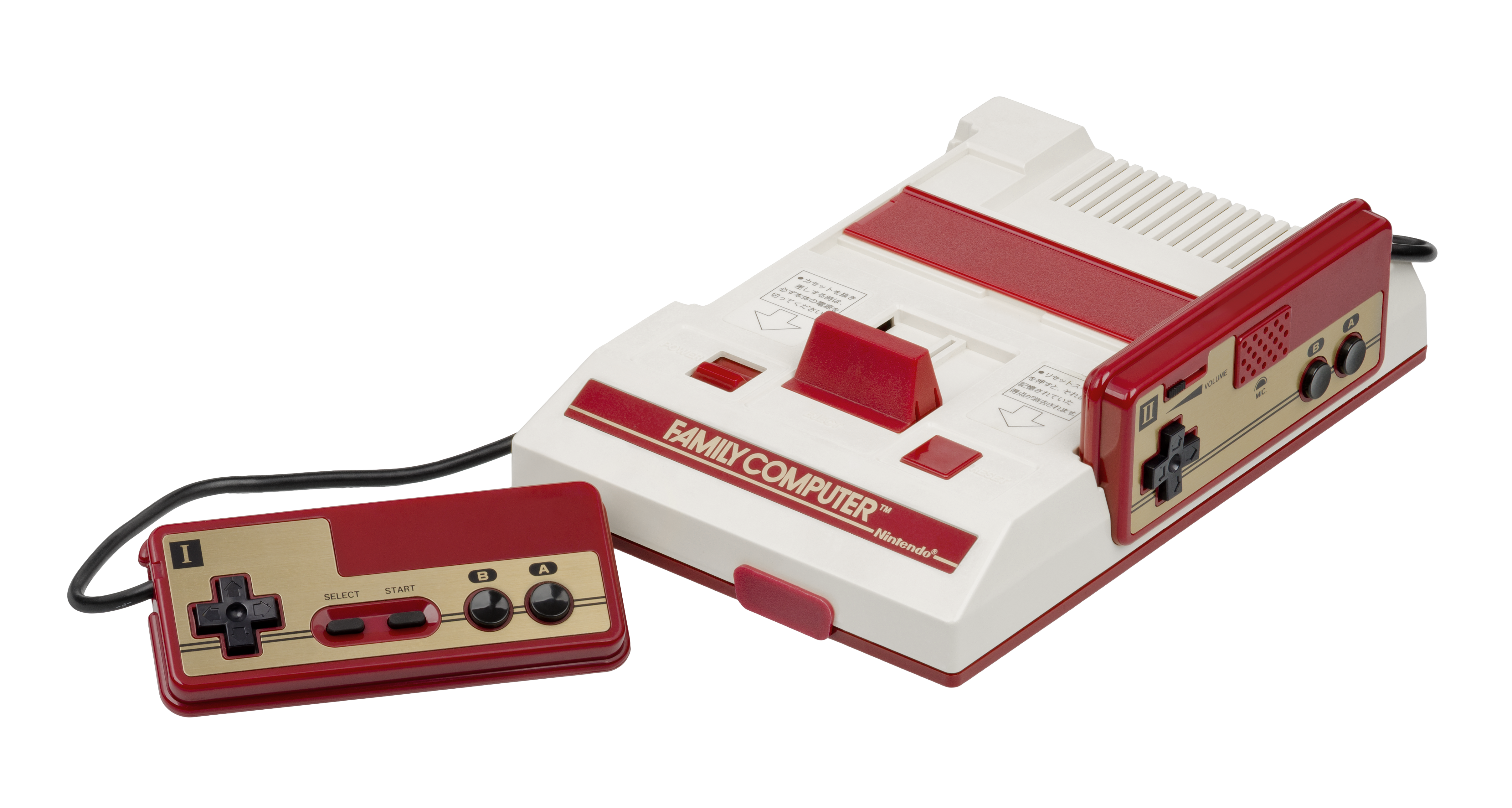
ファミリーコンピュータ

- 7月5日 - 中央本線岡谷駅 - 塩尻駅間のみどり湖駅経由の新線が開業。辰野駅経由の旧線も存続。
- 7月8日 - 永山則夫連続射殺事件に関連して、最高裁判所が原審（控訴審・東京高裁）の無期懲役の判決を破棄し、審理を東京高裁に差し戻した[書籍 20]。同時に死刑適用基準を示し、いわゆる「永山基準」として後の死刑事件で判例として引用されている。
- 7月12日 - 仙台地方裁判所が松山事件の再審を開始[書籍 20]。
- 7月15日
  - 任天堂が「ファミリーコンピュータ」（ファミコン）を発売[書籍 21]。また、同じ日にセガ・エンタープライゼスがソフトのラインナップを充実させた「SG-1000」とベーシック搭載の「SC-3000」を発売するも、後にファミコンに勝てず敗北。
  - 熊本地方裁判所八代支部、初の死刑囚再審事件「免田事件」(1948年発生)で無罪判決を下す[書籍 8][書籍 22]。
- 7月19日 - キョウデン設立。
- 7月22日 - 山陰地方で豪雨、死者・行方不明者119人(昭和58年7月豪雨)[書籍 23]。
- 7月30日 - 東京都練馬区のアパートで28歳男性の腐乱死体が発見される。通称ラストダンス殺人事件。

### 8月
- 8月7日
  - 成田空港 - 千葉港間の燃料パイプライン完成。
  - 甲斐バンドが、東京新宿副都心都有5号地で野外コンサート－THE BIG GIGを開催。3万人を集める。
- 8月8日 - 第65回全国高等学校野球選手権大会が甲子園球場で開幕。
- 8月12日 - 防衛庁が地対空誘導弾ナイキJの後継としてパトリオットミサイルの導入を決定[書籍 24]。
- 8月21日 - 第65回全国高等学校野球選手権大会の決勝戦が阪神甲子園球場で行われ、大阪府のPL学園高校が1978年（第60回）以来5年ぶり2度目の優勝。
- 8月31日 - 近鉄東信貴鋼索線がこの日限りで廃止。

### 9月
- 9月1日
  - ロッテが「チョコパイ」を発売。「半生ケーキ」という新ジャンルを確立。
  - テレビ東京で2番目の地方系列局、テレビ愛知が開局。日本の民放テレビ局100局目。前年開局したテレビ大阪を含めてメガTONネットワークの東名阪ネットが形成される。
  - 大韓航空機撃墜事件。日本人28人を含む乗客・乗員269人全員が死亡[書籍 25]。
- 9月4日 - 新薬開発で2億円を不正に受領した岐阜薬科大学学長を逮捕[書籍 25]。
- 9月7日 - 日本社会党の飛鳥田一雄委員長がこの年の参議院選挙での敗北を理由に委員長を辞任。同日、後任の委員長に石橋政嗣衆議院議員が就任[書籍 18]。
- 9月13日 - 新薬スパイ事件に絡み、藤沢薬品工業の社員ら3人逮捕[書籍 26]。
- 9月15日 - 国立能楽堂開場[書籍 27]。
- 9月25日
  - 日本テレビ系のオーディション番組『スター誕生!』終了。
  - 毎日放送系『アップダウンクイズ』司会の小池清が降板（後任は西郷輝彦）。
- 9月28日
  - 台風10号が長崎市に上陸。木曽川中流域で300mmを越える大雨に見舞われるなど各地で大雨による被害が発生し死者・行方不明者44人、負傷者118人。
  - 松本電鉄上高地線新島々駅 - 島々駅間が台風10号による土砂災害で被災し不通となる。この区間は復旧せず1985年1月1日付で廃止された。

### 10月
- 10月1日
  - 大阪環状線の大阪城公園駅が開業。
  - 平凡出版が社名をマガジンハウスに変更。
  - 新潟テレビ21が開局。
- 10月3日 - 三宅島大噴火[書籍 8][書籍 28]。
- 10月8日 - 富士重工業（現・SUBARU）が「ドミンゴ」を発売。
- 10月9日 - 大阪城築城400年記念の一環として、大阪市で第1回目の「21世紀への御堂筋パレード」が開催される。
- 10月11日 - 巨人が後楽園球場のヤクルト戦に勝ち、2年ぶりにセ・リーグの優勝を決める。
- 10月12日 - ロッキード事件の丸紅ルート裁判の第一審判決公判で、田中角栄元首相に懲役4年、追徴金5億円の有罪判決[書籍 18][書籍 29]。
- 10月14日 - 東北大学医学部付属病院において日本で初めての体外受精児誕生[書籍 30]。
- 10月17日 - 鈴木自動車工業が「カルタス」を発売。
- 10月18日 - 医学部裏口入学斡旋を装い2億円を詐取した文化女子大学教授ら4人を逮捕[書籍 29]。
- 10月22日 - 北海道の白糠線がこの日限りで廃止。特定地方交通線に指定された路線として初の廃止[書籍 30]。
- 10月23日 - 富士スピードウェイで行われた富士グランチャンピオンレースシリーズ最終戦「富士マスターズ250キロレース」で高橋徹選手が事故死。巻き込まれた観客1人が死亡[書籍 29]。

### 11月
- 11月1日
  - 日本の女性デュオ「あみん」がこの日をもって活動停止（2007年に活動再開）。
  - 花王石鹸が入浴剤「バブ」を発売。
  - 新店頭市場発足。
- 11月7日 - プロ野球日本シリーズ、西武が巨人を4勝3敗で下し「史上最高の日本シリーズ」制す。
- 11月9日
  - ロナルド・レーガンアメリカ合衆国大統領が来日[書籍 18][書籍 31]。
  - 巨人の藤田元司監督が勇退し、後任に王貞治助監督が昇格。
- 11月11日 - 劇団四季のミュージカル「キャッツ」の公演が、新宿のキャッツ・シアターで始まる。日本で初めてのロングランミュージカル[書籍 32]。
- 11月12日 - この日放送のNHK朝の連続テレビ小説『おしん』が視聴率62.9%（ビデオリサーチ関東）を記録、現在[いつ?]に至るまで同テレビ小説の歴代最高視聴率となる。
- 11月13日
  - 郵便小包に「ゆうパック」の愛称が付けられる。
  - ミスターシービーが菊花賞を勝ち、シンザン以来19年ぶり、日本競馬史上3頭めの三冠馬となる。
- 11月20日 - 第5回東京国際女子マラソンで佐々木七恵（ヱスビー食品）がフルマラソン初優勝。女子マラソンの国際大会における初の日本人優勝者となる[書籍 33]。
- 11月22日 - 静岡県掛川市のレクリエーション施設「つま恋」でガス爆発事故発生。14人が死亡[書籍 34]。
- 11月28日 - 衆議院解散（田中判決解散）[書籍 35]。
- 11月30日 - 鹿島線・鹿島臨海鉄道鹿島臨港線鹿島神宮駅 - 鹿島港南駅間の旅客営業がこの日限りで廃止。

### 12月
- 12月3日 - 因島大橋開通[書籍 35]。
- 12月4日
  - テレビユー福島が開局。
  - 「1万人の第九コンサート」（毎日放送主催）の第1回目が大阪城築城400年記念及び大阪城ホールこけら落としの一環として同ホールで開催される。
  - 京阪電気鉄道が京阪本線および宇治線・交野線の架線電圧を600Vから1500Vに昇圧。これにより使用車両が大きく変更される。
- 12月8日 - 都内の愛人バンク「夕ぐれ族」が摘発され、経営者の女らが逮捕される[書籍 8][書籍 36]。
- 12月18日 - 第37回衆議院議員総選挙[書籍 18][書籍 36]。自民党は過半数割れとなり惨敗。
- 12月20日 - 戦後初の女性代議士山口シヅエが政界引退。
- 12月22日
  - YMOが日本武道館で散開コンサート開催。
  - 埼玉県大宮市・上尾市・伊奈町を結ぶ新交通システムの埼玉新都市交通（ニューシャトル）が開業。
- 12月23日 - 都営地下鉄新宿線東大島駅 - 船堀駅間が延伸開業。
- 12月27日 - 第2次中曽根内閣発足[書籍 18][書籍 37]。新自由クラブとの連立（-1986年7月22日内閣総辞職まで）。

### 日付不詳
- ハウス食品が「六甲のおいしい水」を発売、ミネラルウォーターブームの火付け役となる（現在はアサヒ飲料から発売）。
- 漫画雑誌「ビッグコミックスピリッツ」でグルメ漫画「美味しんぼ」連載開始

## 天候・天災・観測等
- 昭和58年7月豪雨
- 五九豪雪（昭和59年豪雪） - 本年12月〜翌年3月にかけて日本の太平洋岸などで豪雪となった（「1984年の日本#天候・天災・観測等」も参照）。

## 文化と芸術

### 流行

#### 流行語

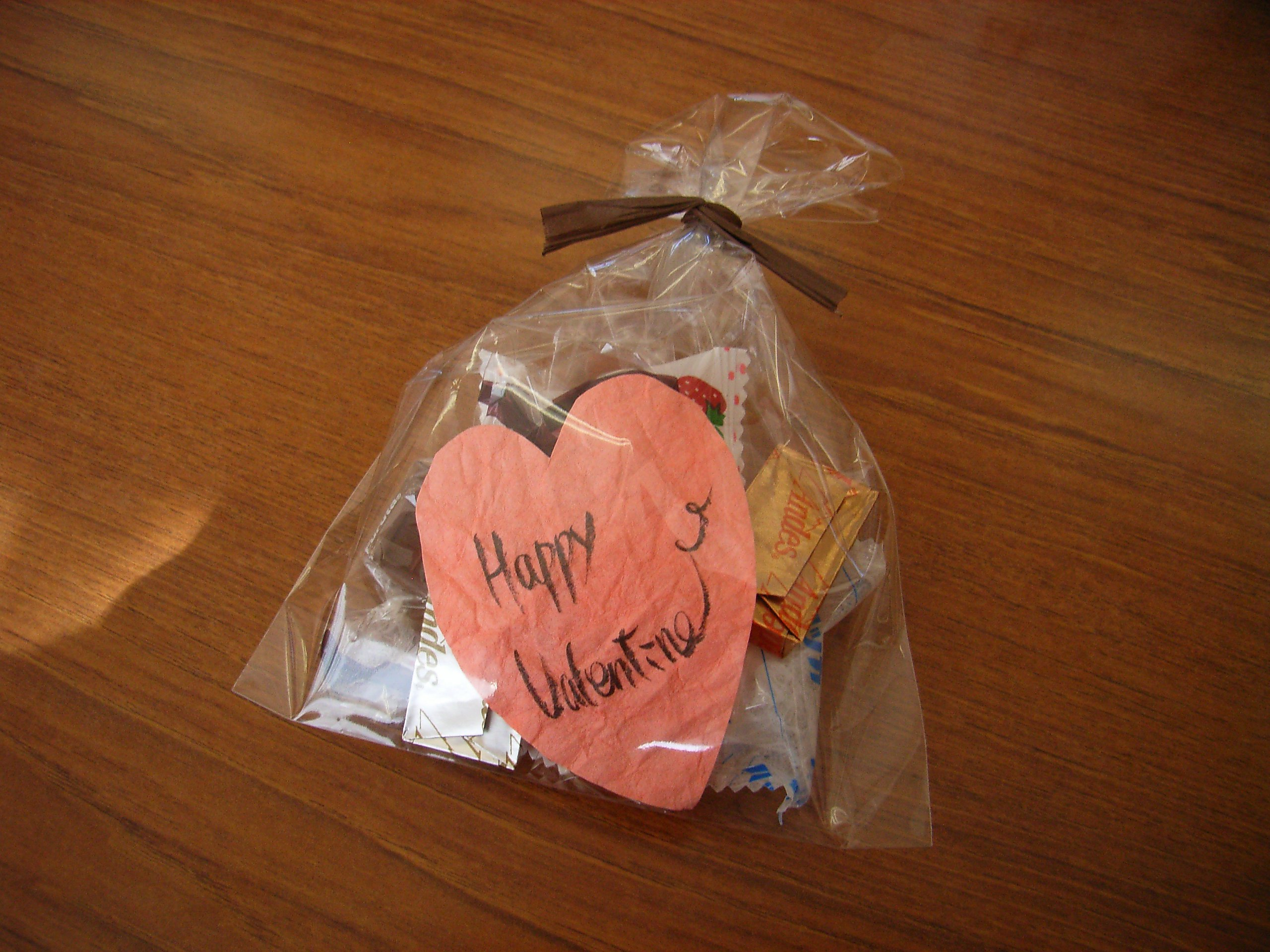
義理チョコ

- 『話がピー』…まるでピーマンのように、中身がスカスカな話であるとの意[2]。
- 『頭がウニになる』…頭が働かない、考えが纏まらず、さながら脳がウニの如くグニョグニョに型崩れしてしまうとの意[3]。
- 『わたしたちはバカじゃない』…フジテレビ系列にて当時放送されていた深夜番組「オールナイトフジ」のキャッチフレーズであり、同番組からこのタイトルの書籍も発刊されている。一般の女子大学生集団・オールナイターズが、深夜に「バカなことをする」という同番組は、女子大生ブームの火付け役として人気を博した一方、"女子大生はバカ"というレッテル貼りをもたらしたことから、このフレーズが生み出された[2]。
- 『おしん・家康・隆の里』…大ヒットとなった朝ドラ・おしん、当年の大河ドラマ『徳川家康』の主人公・徳川家康、若くして糖尿病を患い、苦労を重ねた横綱隆の里俊英という、忍耐強い人の代表格を現した。
- 『義理チョコ』…バレンタインデーに、女性が職場の男性など、恋愛感情を持たない男性へ社交辞令で贈るチョコレートが流行。

#### ファッション
- カラス族  …コム・デ・ギャルソンの川久保玲、ヨウジヤマモトの山本耀司など、日本人デザイナーがパリ・コレクションにてデビューし、DCブランドが流行。全身黒づくめのボリューミーでユニセックスな装いがまるでカラスの様であったことから、このように揶揄された。
- イタカジ…「イタリアン・カジュアル」の略語であり、とりわけジョルジオ・アルマーニ[注釈 1][4]やジャンニ・ヴェルサーチは1980年代の代表格ブランドと呼ばれるまでに旋風を巻き起こし、バブル景気の象徴的な紳士服として認識される。

### 建築
竣工
- 12月12日 - 東京都新宿区西新宿に地下4階、地上25階の新宿ワシントンホテルが開業。

解体

### 出版
ベストセラー
- 唐十郎『佐川君からの手紙』
- 赤川次郎『探偵物語』
- 浅田彰『構造と力―記号論を超えて』

#### 文学
- 芥川賞
  - 第89回(1983年上半期) - 該当作品なし
  - 第90回(1983年下半期) - 笠原淳 『杢二の世界』、髙樹のぶ子 『光抱く友よ』
- 直木賞
  - 第89回(1983年上半期) - 胡桃沢耕史『黒パン俘虜記』
  - 第90回(1983年下半期) - 神吉拓郎『私生活』、高橋治『秘伝』
- 江戸川乱歩賞
  - 第29回 - 高橋克彦『写楽殺人事件』

### 音楽
- ちあきなおみ、細川たかし、瀬川瑛子など（競作）「矢切の渡し」
- わらべ「めだかの兄妹」
- 薬師丸ひろ子「探偵物語／すこしだけやさしく」
- 杏里「CAT'S EYE」「悲しみがとまらない」
- 松田聖子「秘密の花園」「天国のキッス」「ガラスの林檎/SWEET MEMORIES」「瞳はダイアモンド」
- 中森明菜「1⁄2の神話」「トワイライト -夕暮れ便り-」「禁区」
- ALFEE「メリーアン」
- 柏原芳恵「春なのに」
- YMO「君に、胸キュン。」
- EPO「う、ふ、ふ、ふ、」
- 岩崎宏美「家路」
- 上田正樹「悲しい色やね」
- 山下達郎「高気圧ガール」「CHRISTMAS EVE」
- 村下孝蔵「初恋」「踊り子」
- 欧陽菲菲「ラヴ・イズ・オーヴァー」
- H2O「想い出がいっぱい」
- 早見優「夏色のナンシー」
- RATS&STAR「め組のひと」
- 原田知世「時をかける少女」
- ヒロシ&キーボー「3年目の浮気」
- 森進一「冬のリヴィエラ」
- 松任谷由実「ダンデライオン〜遅咲きのたんぽぽ」
- 大川栄策「さざんかの宿」「恋吹雪」
- 梅沢富美男 「夢芝居」
- 高田みづえ「そんなヒロシに騙されて」
- 佳山明生/日野美歌/箱崎晋一郎など(競作)「氷雨」
- 小柳ルミ子「お久しぶりね」
- 田原俊彦「さらば…夏」「シャワーな気分」「ピエロ」
- サザンオールスターズ「ボディ・スペシャルII」
- 原由子「恋は、ご多忙申し上げます」
- 西城秀樹「ギャランドゥ」
- 長渕剛「GOOD-BYE 青春」
- 葛城ユキ「ボヘミアン」
- 杉山清貴&オメガトライブ「SUMMER SUSPICION」
- 近藤真彦「ミッドナイト・ステーション」「真夏の一秒」「た・め・い・きロカビリー」
- 五木ひろし&木の実ナナ「居酒屋」
- 小泉今日子「まっ赤な女の子」「半分少女」「艶姿ナミダ娘」
- シブがき隊「ZOKKON 命」「Hey! Bep-pin」「挑発∞」
- 大橋純子withもんたよしのり「夏女ソニア」
- 藤村美樹「夢・恋・人」
- 郷ひろみ「素敵にシンデレラ・コンプレックス」「哀しみの黒い瞳」
- 河合奈保子「エスカレーション」
- 渡辺徹「愛の中へ」
- 鳥羽一郎「兄弟船」
- 森昌子「越冬つばめ」
- 風見慎吾「僕笑っちゃいます」
- 清水由貴子・小西博之「銀座の雨の物語」
- 松山千春「Sing a Song」
- 柳ジョージ「ランナウェイ」(1961年・デル・シャノン「悲しき街角」の日本語カヴァー)
- 麻倉未稀「What a Feeling」(アイリーン・キャラ＝映画「フラッシュダンス」主題歌＝の日本語カヴァー)「黄昏ダンシング」
- 串田アキラ「キン肉マンGo Fight!」「宇宙刑事シャリバン」
- 三輪勝恵「きてよパーマン」
- 尾崎豊「15の夜」

### 演劇
歌舞伎
宝塚歌劇団

### 映画
- アイコ十六歳
- 戦場のメリークリスマス
- 家族ゲーム
- 南極物語
- 宇宙戦艦ヤマト 完結編

### テレビ
テレビドラマ
- 大河ドラマ『徳川家康』(NHK 出演：滝田栄、竹下景子、大竹しのぶ、近藤正臣、八千草薫ほか)
- 連続テレビ小説『おしん』(NHK 出演：乙羽信子、田中裕子、小林綾子、泉ピン子、伊東四朗ほか)
- 『金曜日の妻たちへ』(TBS 出演：古谷一行、いしだあゆみ、小川知子、竜雷太、泉谷しげるほか)
- 『ふぞろいの林檎たち』(TBS 出演：中井貴一、石原真理子、時任三郎、柳沢慎吾、中島唱子ほか)
- 『スチュワーデス物語』(TBS 出演：風間杜夫、堀ちえみ、片平なぎさ、石立鉄男、山咲千里ほか)
- 『水戸黄門 (第14部)』(TBS 出演：西村晃、伊吹吾朗、里見浩太朗、中谷一郎、高橋元太郎ほか)
- 『青が散る』(10月21日-1984年1月27日、TBS、出演：石黒賢、佐藤浩市、二谷友里恵、川上麻衣子ほか)
- 『早春スケッチブック』(フジテレビ 出演：岩下志麻、樋口可南子、河原崎長一郎、鶴見辰吾、山﨑努ほか)
- 『必殺仕事人IV』(ABC 主演：藤田まこと、三田村邦彦、中条きよし、鮎川いずみほか)
- 『月曜ドラマランド』(フジテレビ)
- その他
  - 『水戸黄門』の水戸光圀役が初代の東野英治郎から2代目の西村晃、渥美格之進役が2代目の大和田伸也から3代目の伊吹吾郎に引き継がれる（いずれも10月31日放送開始の第14部より）。

バラエティなど諸分野
- 『全国高等学校クイズ選手権』(日本テレビ 司会：福留功男)
- 『スーパーJOCKEY』(日本テレビ 出演：ビートたけし、すがぬま伸、たけし軍団ほか)
- 『わくわく動物ランド』(TBS 司会：関口宏)
- 『世界まるごとHOWマッチ!!』(MBS 司会：大橋巨泉 出演：石坂浩二、ビートたけしほか)
- 『オールナイトフジ』(フジテレビ 出演：秋本奈緒美、鳥越マリ、とんねるずほか)
- 『ザ・ベストヒット'83』(テレビ朝日 司会：小林克也、ビートたけし、浅野裕子)
- 『やすきよ笑って日曜日』(テレビ朝日 出演：横山やすし、西川きよし、山田スミ子、木村一八ほか)
- 『やっさんのはちゃめちゃ捕物帖』(ABC 出演：横山やすし、木村進、間寛平、室谷信雄ほか)
- 『レディス4』(テレビ東京 司会：高崎一郎)
- 『クイズ地球まるかじり』(テレビ東京 初代司会：長門裕之、酒井ゆきえ)
- 『サンデードラゴンズ』(CBC 司会：久野誠 解説：木俣達彦)
- その他
  - 『笑点』(日本テレビ)4代目司会に5代目三遊亭圓楽が就任(1月)。2006年5月7日まで務めた。
  - 『スター誕生!』(日本テレビ)が終了、12年の歴史に幕(9月25日)。
  - 『アップダウンクイズ』(MBS)の司会をつとめた小池清アナウンサーが卒業、西郷輝彦にバトンタッチし『新アップダウンクイズ』にリニューアル(のちに『新』がとれ、1985年10月に番組は終了)。
  - 『Billboard TOP40』(tvk)が放送開始、現在も放送中(10月4日)。

開局
- テレビ愛知(9月1日)
- 新潟テレビ21(10月1日)
- テレビユー福島(12月4日)

#### 特撮
- 『科学戦隊ダイナマン』(テレビ朝日、2月5日-1984年1月28日 制作：東映・東映エージェンシー)
- 『宇宙刑事シャリバン』(テレビ朝日、3月4日-1984年2月24日 制作：東映・旭通信社)
- 『アンドロメロス』(TBS、2月28日-4月29日、全45話 制作：円谷プロダクション)
- 『ペットントン』(フジテレビ、10月2日-1984年8月26日 制作：東映)

#### コマーシャル
| キャッチフレーズなど                 | 商品名など                       | メーカーなど             | 出演者                                               | 音楽                              |
| ------------------------------------ | -------------------------------- | ------------------------ | ---------------------------------------------------- | --------------------------------- |
| 人間だったらよかったんだけどね       | 日刊アルバイトニュース           | 学生援護会               | 斉藤慶子・蟹江敬三・立石良子、牛                     | -                                 |
| 泣かせる味じゃん                     | サントリー缶ビール               | サントリー               | ペンギンたち(アニメ)、所ジョージ(ナレーション)       | 松本隆・大村雅朗・松田聖子        |
| オナゴ、出てこい                     | キリンビア樽                     | キリンビール             | 田中康夫・春風亭小朝・細野晴臣                       | -                                 |
| め組のひと                           | -                                | 資生堂                   | -                                                    | 麻生圭子・井上大輔・ラッツ&スター |
| 君に、胸キュン。                     | -                                | カネボウ化粧品           | 相田寿美緒                                           | 松本隆・YMO                       |
| 白子のりください!                    | 白子のり                         | 株式会社白子             | 伊東四朗、峰のぼる                                   | OTOYA布施                         |
| ちょっと待って!                      | ハィクラウン                     | 森永製菓                 | 荻野目慶子                                           | -                                 |
| わしもそー思う                       | 超薄切り(ハム)                   | 日本ハム                 | わしもそー思う博士(着ぐるみ)                         | -                                 |
| コックローチ!コックローチ!           | コックローチ                     | 大日本除虫菊             | 大島渚・梨元勝・山響親方(元黒姫山)・三浦リカ         | -                                 |
| 「山田君やないか?」「竹下〜」        | キンチョール                     | 大日本除虫菊             | 郷ひろみ・横山やすし                                 | -                                 |
| ほんまにええ夏やねぇ                 | ハム詰合せ                       | 日本ハム                 | 江夏豊(当時日本ハム投手)                             | -                                 |
| 丈夫で長持ち、僕はアートRONです      | アートRON                        | アートネイチャー         | 衣笠祥雄(当時広島内野手)、内海賢二(ナレーション)     | -                                 |
| 1、2、サンガリア、2、2、サンガリア   | サンガリアコーヒー               | サンガリア               | 川藤幸三・岡田彰布(二人共当時阪神野手)               | -                                 |
| おもしろマジメ                       | テレビ局のステーション・イメージ | 日本テレビ               | 徳光和夫・小林完吾(二人共当時日本テレビアナウンサー) | -                                 |
| フルムーン                           | フルムーン夫婦グリーンパス       | 日本国有鉄道             | 上原謙・高峰三枝子                                   | -                                 |
| ナイスミディパス                     | ナイスミディパス                 | 日本国有鉄道             | 菅井きん・野際陽子・泉ピン子                         | -                                 |
| お茶づけします                       | お茶づけ海苔                     | 永谷園                   | 加藤正                                               | 石田勝範                          |
| タコが言うのよ                       | 樹氷(焼酎)                       | サントリー               | 田中裕子                                             | -                                 |
| ベイビー!逃げるんだ                  | ミラージュ                       | 三菱自動車               | 忌野清志郎                                           | RCサクセション                    |
| お前はどこのワカメじゃ?              | わかめラーメン                   | エースコック             | 石立鉄男                                             | -                                 |
| わしらのビデオはビクターじゃ!        | VHSデッキ                        | 日本ビクター             | 小林克也                                             | 小林克也&ザ・ナンバーワン・バンド |
| ♪こ〜んなカラオケ見たことないわい    | プレゼントキャンペーン           | 日清食品                 | 小林克也                                             | 小林克也&ザ・ナンバーワン・バンド |
| 人生、勝たなあかんでェ〜             | パソピア                         | 東芝                     | 横山やすし・木村一八                                 | -                                 |
| 「テレビデオ」じゃイージーですもんね | テレビデオ                       | 松下電器                 | 沢田研二・糸井重里                                   | -                                 |
| ♪中村さん家もマックロード            | マックロード(ビデオ)             | 松下電器                 | 中村雅俊・鈴木正幸                                   | -                                 |
| カゼは社会の迷惑です。               | ベンザエース                     | 武田薬品工業             | 中村雅俊・斉藤清六・マリアン                         | -                                 |
| 鼻炎には効くぞぉーのサイン           | スカイナー                       | エーザイ                 | 野村克也(当時テレビ朝日解説者)                       | -                                 |
| 出かける時は、忘れずに               | アメリカン・エキスプレスカード   | アメリカン・エキスプレス | ジャック・ニクラス                                   | -                                 |

### アニメ
アニメーション映画
- 3月12日 - 『幻魔大戦』（監督：りん・たろう）
- 3月12日 - 『ドラえもん のび太の海底鬼岩城』（監督：芝山努）
- 3月19日 - 『宇宙戦艦ヤマト 完結編』（監督：勝間田具治、西崎義展）

テレビアニメ
- 1月9日 - 『未来警察ウラシマン』が放映開始
- 1月10日 - 『キャプテン』が放映開始
- 1月24日 - 『亜空大作戦スラングル』が放映開始
- 2月5日 - 『聖戦士ダンバイン』が放映開始
- 3月1日 - 『愛してナイト』が放映開始
- 3月30日 - 『光速電神アルベガス』が放映開始
- 3月31日 - 『みゆき』が放映開始
- 4月1日 - 『装甲騎兵ボトムズ』が放映開始
- 4月2日 - 『ななこSOS』が放映開始
- 4月3日 - 『ミームいろいろ夢の旅』が放映開始
- 4月3日 - 『キン肉マン』が放映開始
- 4月4日 - 『スプーンおばさん』が放映開始
- 4月4日 - 『パーマン(新シリーズ)』が放映開始
- 4月5日 - 『銀河疾風サスライガー』が放映開始
- 4月9日 - 『イタダキマン(タイムボカンシリーズ)』が放映開始
- 4月9日 - 『レディジョージィ』が放映開始
- 5月20日 - 『ストップ!! ひばりくん!』が放映開始
- 6月5日 - 『プラレス3四郎』が放映開始
- 7月1日 - 『魔法の天使クリィミーマミ』が放映開始
- 7月3日 - 『超時空世紀オーガス』が放映開始
- 7月6日 - 『サイコアーマー・ゴーバリアン』が放映開始
- 7月11日 - 『キャッツ♥アイ』が放映開始
- 10月2日 - 『機甲創世記モスピーダ』が放映開始
- 10月7日 - 『特装機兵ドルバック』が放映開始
- 10月13日 - 『キャプテン翼』が放映開始
- 10月20日 - 『伊賀野カバ丸』が放映開始
- 10月21日 - 『銀河漂流バイファム』が放映開始

OVA

### ゲーム

#### コンピューターゲーム
アーケードゲーム
- ゼビウス
- アストロンベルト
- スターブレイザー
- ドラゴンズレア
- レーザーグランプリ
- 幻魔大戦
- クリフハンガー

パソコンゲーム
- ポートピア連続殺人事件

テレビゲーム
- 7月15日 - 任天堂が家庭用ゲーム機「ファミリーコンピュータ」（ファミコン）を発売。
- 7月15日 - セガ・エンタープライゼスが家庭用ゲーム機「SG-1000」本体とベーシック搭載の「SC-3000」を発売。
- 7月15日 - ファミコン用ソフト『ドンキーコング』発売。
- 7月15日 - ファミコン用ソフト『ドンキーコングJR.』発売。
- 7月15日 - ファミコン用ソフト『ポパイ』発売。
- 9月9日 - ファミコン用ソフト『マリオブラザーズ』発売。
- 12月7日 - ファミコン用ソフト『ベースボール』発売。

携帯型ゲーム

## スポーツ

### 総合競技大会
- 第38回国民体育大会 (あかぎ国体)

### 各競技

#### 野球
プロ野球
- セ・リーグ優勝 読売ジャイアンツ
- パ・リーグ優勝 西武ライオンズ
- 日本シリーズ優勝 西武ライオンズ(4勝3敗 MVP：大田卓司)2連覇

巨人戦の年間平均視聴率が史上最高の27.1%を記録。
阪神タイガースにランディ・バースが入団。
高校野球
- 春優勝 池田(徳島県)
- 夏優勝 PL学園(大阪府)

PL学園の桑田真澄が史上初の1年生での優勝投手になる。

#### 相撲
大相撲(幕内最高優勝)
- 初場所 琴風豪規
- 春場所 千代の富士貢
- 夏場所 北天佑勝彦
- 名古屋場所 隆の里俊英
- 秋場所 隆の里俊英
- 九州場所 千代の富士貢

3月場所後に朝潮、5月場所後に北天佑がそれぞれ大関に、7月場所後に隆の里が第59代横綱に昇進。

#### プロレス
- プロレス大賞MVP　ジャンボ鶴田(全日本プロレス)
- 世界最強タッグ決定リーグ戦優勝スタン・ハンセン&ブルーザー・ブロディ(ミラクルパワーコンビ)組(1回目)
- 第1回IWGPリーグ戦優勝ハルク・ホーガン(1回目)(決勝戦でアントニオ猪木をKOして第1回の優勝を飾る)

#### モータースポーツ
- 全日本F2選手権チャンピオン ジェフ・リース
- 全日本耐久選手権チャンピオン ヴァーン・シュパン

全日本ロードレース選手権
- 500cc 平忠彦

#### 競馬
ミスターシービーが19年ぶり史上3頭目のクラシック三冠を達成。

## 誕生

### 1月
- 1月1日 - 小林恵美、タレント
- 1月2日 - 松林悟、漫画家
- 1月3日 - 長谷川凛、ストリッパー
- 1月4日 - 植村花菜、シンガーソングライター
- 1月4日 - 世武裕子、シンガーソングライター
- 1月5日 - 君塚大輔、プロバスケットボール選手
- 1月5日 - 鈴木義広、プロ野球選手
- 1月5日 - 橘田恵、野球選手
- 1月5日 - 梶田宙、野球選手
- 1月7日 - 青木裕子、元TBSアナウンサー
- 1月7日 - 宮本裕司、プロ野球選手
- 1月8日 - 清水千賀、元女優
- 1月8日 - 中村愛美、女優
- 1月11日 - 栗田育美、お笑い芸人
- 1月11日 - 小山田貴雄、元プロ野球選手
- 1月12日 - 田中美保、ファッションモデル
- 1月12日 - 青野毅、プロ野球選手
- 1月12日 - 西田夏、元タレント
- 1月13日 - 普久原淳一、元プロ野球選手
- 1月14日 - 上原多香子、歌手、SPEEDメンバー
- 1月16日 - 坂田大輔、プロサッカー選手
- 1月18日 - 上野まな、シンガーソングライター
- 1月19日 - 宇多田ヒカル、シンガーソングライター
- 1月19日 - 三福エンターテイメント、お笑い芸人
- 1月20日 - 矢口真里、歌手、元モーニング娘。メンバー
- 1月20日 - 金子さやか、女優
- 1月22日 - マサ高梨、プロレスラー
- 1月25日 - 今野泰幸、プロサッカー選手
- 1月25日 - 豊岡真澄、タレント
- 1月25日 - 前田雅文、サッカー選手
- 1月25日 - 仲間リサ、ファッションモデル
- 1月26日 - 玉飛鳥大輔、大相撲力士
- 1月26日 - 小野麻亜矢、女優
- 1月28日 - 藤本綾、元タレント
- 1月30日 - 庄司紗矢香、ヴァイオリン奏者

### 2月
- 2月2日 - 今井絵理、元AV女優
- 2月2日 - 横松寿一、元プロ野球選手
- 2月3日 - 大空あすか、元AV女優
- 2月3日 - V.V Mei、総合格闘家
- 2月4日 - 百瀬智之、政治家
- 2月6日 - 友利翼、映画監督
- 2月7日 - 小坂忠士、騎手
- 2月8日 - 篠宮暁、お笑い芸人（オジンオズボーン）
- 2月9日 - 英玲奈、タレント
- 2月9日 - 取池奈々、グラビアアイドル
- 2月10日 - 石森太二、プロレスラー
- 2月11日 - eri、ミュージシャン・デザイナー
- 2月11日 - 尾野貴之、元プロアイスホッケー選手
- 2月12日 - 南井大志、騎手
- 2月13日 - 飛永翼、お笑いコンビ(ラバーガール)
- 2月13日 - 栗山絵美、女優
- 2月14日 - もう中学生、タレント(段ボール芸人)
- 2月14日 - 中澤まさとも、声優
- 2月14日 - 芹川大毅、デザイナー
- 2月14日 - 後閑信吾、バーテンダー
- 2月15日 - 山本伸一、野球選手、競輪選手
- 2月17日 - 片岡保幸、プロ野球選手
- 2月17日 - 松井雄飛、歌手
- 2月19日 - 小林大悟、プロサッカー選手
- 2月19日 - ささきのぞみ、声優
- 2月19日 - 中島美嘉、歌手
- 2月20日 - 上村和裕、プロ野球選手
- 2月21日 - 太田在、ファッションモデル
- 2月23日 - 近藤春菜、お笑い芸人(ハリセンボン)
- 2月23日 - 坂上千里、AV女優
- 2月23日 - 笹川美和、歌手
- 2月28日 - 杉浦太雄、俳優

### 3月
- 3月2日 - 鷲巣あやの、グラビアアイドル
- 3月2日 - 加藤隆行、元プロ野球選手
- 3月2日 - 真琴、AV男優
- 3月3日 - 山岡由実、ファッションモデル、女優
- 3月3日 - 梅津智弘、プロ野球選手
- 3月3日 - 渡辺雅弘、元プロ野球選手
- 3月4日 - 紋舞らん、元AV女優
- 3月5日 - 佐藤まい、ヌードモデル、グラビアアイドル
- 3月9日 - 鈴木千登世、お笑い芸人
- 3月9日 - 武田真理子、グラビアアイドル
- 3月11日 - 島田和菜、グラビアアイドル、タレント
- 3月11日 - 藤本梨恵、オートレーサー、元プロボクサー
- 3月11日 - 小西翔、野球選手
- 3月13日 - 桜井良太、バスケットボール選手
- 3月15日 - 塩川達也、プロ野球選手
- 3月15日 - 渋江譲二、俳優
- 3月17日 - 藤森慎吾、お笑い芸人(オリエンタルラジオ)
- 3月18日 - 小高早紀、女優
- 3月18日 - 田中いちえ、タレント
- 3月19日 - いのうえのぞみ、グラビアアイドル
- 3月19日 - 小山知良、オートバイレーサー
- 3月20日 - 水落朋大、プロ野球審判員
- 3月20日 - 川島永嗣、プロサッカー選手
- 3月20日 - 藤原さくら、グラビアアイドル
- 3月24日 - 保坂一成、サッカー選手
- 3月27日 - 涼平、ギタリスト(メガマソ・元アヤビエ)
- 3月28日 - 市川円香、女優
- 3月29日 - 鈴木亮平、俳優

### 4月
- 4月2日 - 又吉愛、声優
- 4月2日 - 坂田篤彦、野球選手
- 4月4日 - 有田気恵、元タレント
- 4月5日 - 浅井美歌、女優
- 4月5日 - \(^o^)/チエ、プロレスラー
- 4月5日 - 三浦拓也、アーティスト（DEPAPEPE）
- 4月5日 - BUSHI、プロレスラー
- 4月6日 - 永田充、サッカー選手
- 4月6日 - 大林健二、お笑い芸人（モンスターエンジン）
- 4月7日 - 鬼崎裕司、プロ野球選手
- 4月7日 - 枝並千花、ヴァイオリニスト
- 4月8日 - 小林史明、政治家
- 4月9日 - 福田岳洋、プロ野球選手
- 4月9日 - 風見尚、陸上競技選手
- 4月10日 - 別府史之、自転車プロロードレース選手
- 4月11日 - 川内亨、ミュージシャン(12012ドラムス)
- 4月11日 - 村上純平、野球選手
- 4月11日 - 井上平、サッカー選手
- 4月13日 - 藤田祥史、サッカー選手
- 4月14日 - 遠藤奈美、京都放送アナウンサー
- 4月15日 - 西村英樹、元サッカー選手
- 4月16日 - 福岡晃子、ミュージシャン（チャットモンチー）
- 4月17日 - 大谷昌司、元サッカー選手
- 4月18日 - 富永旭、元プロ野球選手
- 4月18日 - 小西美加、野球選手
- 4月19日 - 岡本秀寛、プロ野球選手
- 4月21日 - 千代白鵬大樹、元大相撲力士
- 4月21日 - 井上仁志、ギタリスト（THE TON-UP MOTORS）
- 4月22日 - 赤澤涼太、声優
- 4月22日 - 蝉川夏哉、小説家
- 4月22日 - 諸岡ひとみ、元ワンギャル
- 4月23日 - 加藤明日美、タレント
- 4月23日 - 深田拓也、プロ野球選手
- 4月23日 - 小鳥遊恋、AV女優
- 4月24日 - 大石里沙、タレント
- 4月24日 - 湯浅直樹、アルペンスキー選手
- 4月26日 - 飯原誉士、プロ野球選手
- 4月26日 - 阿部まりな、ファッションモデル
- 4月26日 - 森下理音、AV女優、ストリッパー
- 4月28日 - 藤原ここあ、漫画家（+ 2015年）
- 4月28日 - 吉田智美、グラビアアイドル
- 4月28日 - 政風基嗣、大相撲力士
- 4月28日 - 小山内直人、キックボクサー
- 4月29日 - 白鳥百合子、女優、ファッションモデル、タレント
- 4月29日 - 笠原秀幸、俳優
- 4月30日 - 上西小百合、政治家
- 4月30日 - 小斉祐輔、プロ野球選手

### 5月
- 5月1日 - 正面健司、ラグビー選手
- 5月2日 - 榎本哲也、サッカー選手
- 5月2日 - 挽地祐哉、サッカー選手
- 5月2日 - 相田周二、お笑い芸人（三四郎）
- 5月3日 - 山岸智、サッカー選手
- 5月3日 - 宇野沢祐次、サッカー選手
- 5月3日 - スーパー3助、お笑い芸人（にゃんこスター）
- 5月4日 - 下敷領悠太、プロ野球選手
- 5月4日 - 木更津与兵衛、野球選手、俳優
- 5月5日 - 坪内秀介、サッカー選手
- 5月6日 - 井口浩之、お笑い芸人
- 5月8日 - NAOTO、ORANGE RANGE
- 5月8日 - 石橋佳奈、フリーアナウンサー
- 5月9日 - 大高忍、漫画家
- 5月9日 - 松田龍平、俳優
- 5月9日 - 青木真也、総合格闘家
- 5月9日 - 奥村幸大、競泳選手
- 5月10日 - 黒瀬陽平、美術家・評論家
- 5月10日 - 平田徹、高校野球指導者
- 5月11日 - 小林太志、プロ野球選手
- 5月12日 - 西川純司、プロ野球選手
- 5月12日 - 島脇信也、元プロ野球選手
- 5月12日 - KUSHIDA、プロレスラー
- 5月14日 - 杉浦友紀、NHKアナウンサー
- 5月16日 - 豊島由佳梨、女優
- 5月16日 - 愛川ゆず季、アイドル
- 5月16日 - 浜丘麻矢、女優
- 5月16日 - 石原絵理子、元声優
- 5月17日 - 岡本昌弘、サッカー選手
- 5月17日 - 小正裕佳子、元NHKアナウンサー
- 5月17日 - 松田宣浩、プロ野球選手
- 5月18日 - 花井ゆき、タレント
- 5月18日 - 二代目中村七之助、歌舞伎役者、俳優
- 5月18日 - 永井清史、自転車競技選手
- 5月18日 - 島本理生、小説家
- 5月19日 - 宮前るい、女優、タレント
- 5月20日 - KAI、プロレスラー
- 5月21日 - 清水香里、声優
- 5月21日 - 大竹寛、プロ野球選手
- 5月23日 - 河合龍之介、俳優
- 5月23日 - 谷川友梨、お笑い芸人
- 5月26日 - 渡部若菜、元舞台女優
- 5月26日 - 竹下哲史、元プロ野球選手
- 5月26日 - 蔡英峰、野球選手
- 5月27日 - 寺内崇幸、プロ野球選手
- 5月29日 - 髙橋聡文、プロ野球選手
- 5月29日 - 横山だいすけ、歌手
- 5月31日 - 野間口貴彦、プロ野球選手
- 5月31日 - 片岡俊治、作曲家
- 5月31日 - 片伯部浩正、俳優
- 5月31日 - 宮西亜紗美、タレント

### 6月
- 6月1日 - 中澤さえ、柔道選手
- 6月1日 - 平田実音、タレント（+ 2016年[Web 1][Web 2]）
- 6月2日 - Mocchi、AJISAI
- 6月3日 - 福士誠治、俳優
- 6月3日 - 秦裕二、プロ野球選手
- 6月4日 - 神田伯山、講談師
- 6月5日 - 川村陽介、俳優
- 6月5日 - 田中陽希、プロアドベンチャーレーサー
- 6月5日 - 戸本一真、馬術選手
- 6月6日 - 飯田貴昭、俳優
- 6月7日 - 浅見れいな、女優
- 6月7日 - ディビッドソン純マーカス、サッカー選手
- 6月7日 - 坂本純一、お笑い芸人（GAG）
- 6月8日 - 西村悟、野球選手
- 6月8日 - 首藤慎一、サッカー選手
- 6月8日 - 宮野真守、声優
- 6月9日 - 坂崎愛、女優
- 6月10日 - 青山ゆり華、声優
- 6月10日 - 松室麻衣、元dream
- 6月11日 - 太田吉彰、サッカー選手
- 6月11日 - 山口慶、サッカー選手
- 6月12日 - 沢口あすか、元AV女優
- 6月12日 - 上原厚治郎、プロ野球選手
- 6月13日 - 金村大裕、プロ野球選手
- 6月13日 - 山本一徳、プロ野球選手
- 6月14日 - 別府あゆみ、女優
- 6月14日 - 新木宏典、俳優
- 6月15日 - 宇津木有香、フットサル選手
- 6月16日 - 柴小屋雄一、サッカー選手
- 6月17日 - 二宮和也、歌手、嵐メンバー
- 6月17日 - 風間俊介、俳優
- 6月18日 - 後藤理沙、アイドル
- 6月18日 - 平井まりあ、元AV女優
- 6月19日 - 北尾一人(KATCHAN)、元ORANGE RANGEメンバー
- 6月19日 - 前田章宏、プロ野球選手
- 6月20日 - 三上真史、俳優
- 6月20日 - 岡﨑太一、プロ野球選手
- 6月20日 - 佐藤吉宏、プロ野球選手
- 6月20日 - ヒライハルキ、ベーシスト
- 6月21日 - ユリーカ、企業家・タレント
- 6月23日 - 山本一徳、プロ野球選手
- 6月23日 - 山田憲、元プロ野球選手
- 6月26日 - 豊ノ島大樹、元大相撲力士
- 6月26日 - 水原薫、声優
- 6月28日 - 平野将光、プロ野球選手
- 6月29日 - HIROKI、ORANGE RANGE
- 6月29日 - あじゃ、タレント
- 6月29日 - 小川摩起、女優
- 6月30日 - 越智大祐、プロ野球選手
- 6月30日 - 青木秀加、タレント

### 7月
- 7月1日 - 上野順恵、柔道選手
- 7月1日 - 桜井広大、プロ野球選手
- 7月1日 - 十川雄二、元プロ野球選手
- 7月3日 - 森靖隆、ファッションモデル
- 7月3日 - 山口舞、バレーボール選手
- 7月5日 - 小椋久美子、女子バドミントン選手
- 7月5日 - 吉田桂子、女優
- 7月7日 - 村上政俊、政治家
- 7月8日 - 近藤一樹、プロ野球選手
- 7月8日 - 中津真莉、女優
- 7月8日 - 根元俊一、プロ野球選手
- 7月8日 - 柳瀬明宏、プロ野球選手
- 7月9日 - つるうちはな、シンガーソングライター
- 7月9日 - 吉澤智恵、バレーボール選手
- 7月10日 - 内田智也、サッカー選手
- 7月10日 - 金子志乃、お菓子系アイドル
- 7月10日 - 角田誠、サッカー選手
- 7月11日 - 飯島茜、女子プロゴルファー
- 7月11日 - 井ノ上奈々、声優
- 7月11日 - 徳田将至、野球選手
- 7月12日 - 河村めぐみ、元バレーボール選手
- 7月14日 - 琴弥山幸基、大相撲力士
- 7月15日 - 唐沢美帆、女優・歌手
- 7月16日 - 白川峻、男優
- 7月18日 - 柴原央明、騎手
- 7月19日 - 小堀友里絵、女優
- 7月19日 - 菅原卓郎、ミュージシャン (9mm Parabellum Bullet)
- 7月20日 - 深澤しほ、女優
- 7月20日 - 阪田智靖、声優、俳優
- 7月20日 - 島村まみ、ファッションモデル
- 7月21日 - 小由里、タレント
- 7月22日 - 中丸シオン、女優(+2022年)
- 7月22日 - 堀内くみ子、福井放送のパーソナリティ
- 7月23日 - 伊藤隆佑、TBSアナウンサー
- 7月23日 - 和希沙也、グラビアアイドル
- 7月24日 - 相原勝幸、プロ野球選手
- 7月24日 - 水川あさみ、女優
- 7月25日 - 芝大輔、お笑い芸人（モグライダー）
- 7月26日 - 相川進也、サッカー選手
- 7月26日 - 岩川美花、プロボクサー
- 7月26日 - 加藤大志、サッカー選手
- 7月28日 - 岡本直也、プロ野球選手
- 7月28日 - 山本歩、プロ野球選手
- 7月28日 - 雪野小春、元ストリッパー
- 7月29日 - 石渡ひろみ、女優
- 7月30日 - 藤本つかさ、女優、プロレスラー
- 7月31日 - 水島愛、レースクイーン

### 8月
- 8月1日 - 石川夕紀、元アイドル
- 8月1日 - 片桐淳至、サッカー選手
- 8月2日 - 藤原崇、政治家
- 8月3日 - 荒井洋明、音楽家・ボカロP（Dios/シグナルP）
- 8月4日 - 寺崎裕香、声優
- 8月5日 - 木下鈴奈、女性アイドル
- 8月8日 - 金原ひとみ、小説家
- 8月8日 - 安藤誠之、歌手
- 8月10日 - 小野茜、AV女優
- 8月11日 - 松尾翠、元フジテレビアナウンサー
- 8月11日 - 石井友規、写真家
- 8月12日 - 青山浩二、プロ野球選手
- 8月12日 - 阿澄佳奈、声優
- 8月12日 - 神内靖、プロ野球選手
- 8月12日 - とあるアラ子、漫画家
- 8月14日 - 町本絵里、ファッションモデル、歌手、女優
- 8月15日 - 中村剛也、プロ野球選手
- 8月15日 - 葉月紗絢、AV女優
- 8月15日 - 本多陽子、声優
- 8月15日 - マリリンジョイ、お笑い芸人
- 8月16日 - 本田朋子、元フジテレビアナウンサー
- 8月16日 - 新井良太、プロ野球選手
- 8月18日 - 都築克幸、元プロ野球選手
- 8月19日 - 坂東慧、ドラマー、T-SQUAREメンバー
- 8月21日 - 夏木彩、女優
- 8月22日 - 大和田美帆、女優
- 8月22日 - 片瀬まこ、AV女優
- 8月23日 - 高口隆行、プロ野球選手
- 8月24日 - 福元淳史、プロ野球選手
- 8月24日 - 佐々木梨絵、グラビアアイドル
- 8月24日 - 瀧山久志、ミュージカル俳優
- 8月25日 - 大堀恵、元SDN48、AKB48
- 8月25日 - 松原渓、グラビアアイドル
- 8月25日 - 東野翠れん、写真家
- 8月25日 - 中林佑輔、元プロ野球選手
- 8月25日 - 阿夢露光大、大相撲力士
- 8月26日 - 今江敏晃、プロ野球選手
- 8月26日 - 大城美和、グラビアアイドル
- 8月29日 - 遠藤直幸、俳優
- 8月29日 - 小松塁、サッカー選手
- 8月29日 - 宮尾綾香、プロボクサー
- 8月29日 - 石田裕子、タレント
- 8月30日 - かわい果南、AV女優
- 8月30日 - 中谷一馬、政治家
- 8月30日 - 松本潤、歌手、嵐メンバー
- 8月30日 - 村山太朗、プロ野球審判員
- 8月31日 - さくら、タレント
- 8月31日 - 水元ゆうな、元AV女優
- 8月31日 - 柴田恵理、九州朝日放送アナウンサー
- 8月31日 - 鰻和弘、お笑いタレント（銀シャリ）
- 8月31日 - 川口りさ、女優

### 9月
- 9月1日 - 尾亦弘友希、サッカー選手
- 9月2日 - 佐藤亮太、プロ野球選手
- 9月3日 - 栗山巧、プロ野球選手
- 9月3日 - 天野めぐみ、タレント
- 9月3日 - 岸田メル、イラストレーター
- 9月3日 - 小宮浩信、お笑い芸人（三四郎）
- 9月3日 - 齋藤陽道、写真家
- 9月4日 - 中丸雄一、元KAT-TUN
- 9月4日 - 日高ゆりあ、AV女優
- 9月5日 - 竹内和也、元プロ野球選手
- 9月5日 - 永井秀昭、ノルディック複合選手
- 9月6日 - 阪本麻美、グラビアアイドル
- 9月8日 - 西村弥、プロ野球選手
- 9月9日 - 佐藤友香、フリーアナウンサー
- 9月9日 - 金澤慎、サッカー選手
- 9月9日 - 金城大和、俳優
- 9月11日 - 石橋史匡、プロ野球選手
- 9月12日 - 福田聡志、プロ野球選手
- 9月12日 - 国本和俊、野球選手
- 9月13日 - 梅原伸亮、元プロ野球選手
- 9月15日 - 平田裕香、タレント・女優
- 9月16日 - 梅澤理恵、お笑い芸人
- 9月16日 - 深沢和帆、プロ野球選手
- 9月16日 - 高木啓充、プロ野球選手
- 9月16日 - 中村知子、声優
- 9月17日 - 松崎伸吾、プロ野球選手
- 9月18日 - 霧の若太郎、元大相撲力士
- 9月18日 - 高橋大輔、サッカー選手
- 9月18日 - 栗原勇蔵、サッカー選手
- 9月18日 - 岡あゆみ、女優
- 9月19日 - 林昌範、プロ野球選手
- 9月19日 - 永冶美優紀、ファッションモデル・女優
- 9月19日 - 松本俊、AJISAI
- 9月19日 - 難波研、作曲家
- 9月20日 - 杏さゆり、グラビアアイドル
- 9月20日 - 伊藤由奈、歌手
- 9月21日 - 元若麒麟、元大相撲力士
- 9月22日 - 今井絵理子、自民党参議院議員、歌手、女優、SPEEDメンバー
- 9月22日 - 谷田悠介、サッカー選手
- 9月24日 - 野中信吾、プロ野球選手
- 9月25日 - 徳永悠平、サッカー選手
- 9月25日 - 小保方晴子、理化学研究所の元研究員
- 9月26日 - 石井翔子、声優
- 9月26日 - 徳田いずみ、ファッションモデル
- 9月26日 - 河合龍一、プロアイスホッケー選手
- 9月29日 - 鈴木理沙、女子プロボウラー
- 9月30日 - 潮田玲子、女子バドミントン選手
- 9月30日 - 加賀健一、サッカー選手

### 10月
- 10月2日 - 石原朋香、元タレント
- 10月2日 - 水野真裕美、TBSアナウンサー
- 10月2日 - 大和貴弘、プロ野球審判員
- 10月2日 - 福元美穂、女子サッカー選手
- 10月3日 - 鈴木裕樹、俳優
- 10月3日 - 宮下真依、グラビアアイドル
- 10月3日 - 杉山真也、TBSテレビアナウンサー
- 10月3日 - 近藤直也、サッカー選手
- 10月4日 - 上田竜也、元KAT-TUN
- 10月4日 - 工藤里紗、グラビアアイドル
- 10月4日 - 前田愛、女優
- 10月5日 - 川島慶三、プロ野球選手
- 10月5日 - 福徳秀介、お笑いタレント(ジャルジャル)
- 10月5日 - 林祐征、サッカー選手
- 10月9日 - 寺原隼人、プロ野球選手
- 10月9日 - 阿部玲子、声優
- 10月10日 - 井手正太郎、プロ野球選手
- 10月13日 - 北野良栄、元プロ野球選手
- 10月14日 - 新田千尋、舞台女優
- 10月14日 - 木山光、作曲家
- 10月14日 - 千昇秀貴、大相撲力士
- 10月16日 - 大築紅葉、政治家
- 10月16日 - 鈴木美穂、ジャーナリスト、元ニュースキャスター
- 10月16日 - 奈月はな(森原みさと)、グラビアアイドル
- 10月16日 - 宮島未奈、小説家、随筆家
- 10月16日 - 山本太作、AJISAI
- 10月17日 - 橋本絵莉子、ミュージシャン(チャットモンチー)
- 10月17日 - 松下年宏、サッカー選手
- 10月18日 - 柴本幸、女優
- 10月18日 - 高橋譲、元ジャニーズJr
- 10月19日 - 勝野洋輔、俳優
- 10月20日 - 山田孝之、俳優
- 10月21日 - 相田夏奈、レースクイーン
- 10月23日 - 磯山さやか、タレント、グラビアアイドル
- 10月23日 - 中野洋司、サッカー選手
- 10月25日 - 秋元優里、フジテレビアナウンサー
- 10月25日 - 紅音ほたる、AV女優（+ 2016年）
- 10月25日 - 瑶子女王、皇族、寬仁親王の二女
- 10月25日 - JUN、ファッションモデル
- 10月25日 - 千葉英貴、元プロ野球選手
- 10月25日 - 梅田浩、プロ野球選手
- 10月26日 - 我妻絵美、中京テレビアナウンサー
- 10月26日 - 黒岩悠、騎手
- 10月26日 - 吉原寛人、騎手
- 10月26日 - 清水昭信、プロ野球選手
- 10月28日 - 野呂佳代、元SDN48、AKB48
- 10月28日 - ニーコ、ファッションモデル、声優
- 10月28日 - 湯之上知子、グラビアアイドル
- 10月29日 - 高野容輔、騎手
- 10月29日 - 酒井健太、お笑いタレント（アルコ&ピース）
- 10月31日 - あべなぎさ、女優
- 10月31日 - 岩田稔、プロ野球選手

### 11月
- 11月1日 - 小倉優子、タレント・グラビアアイドル
- 11月1日 - 須藤温子、女優
- 11月1日 - SoulJa、シンガーソングライター・ラッパー
- 11月1日 - 藤澤由一、ベーシスト
- 11月3日 - 江頭ひなた、モデル
- 11月4日 - いとうあこ、グラビアアイドル
- 11月4日 - 村主千香、元フィギュアスケート選手
- 11月4日 - 竹本貴志、元騎手（+ 2004年）
- 11月6日 - 山本匠馬、俳優
- 11月6日 - 山本芳彦、プロ野球選手
- 11月6日 - 濱家隆一、お笑い芸人（かまいたち）
- 11月7日 - 八木智哉、プロ野球選手
- 11月7日 - 中村真崇、プロ野球選手
- 11月8日 - 天谷宗一郎、プロ野球選手
- 11月8日 - 金子千尋、プロ野球選手
- 11月9日 - 松陰寺太勇、お笑い芸人（ぺこぱ）
- 11月11日 - 山口鉄也、プロ野球選手
- 11月11日 - 蒼井そら、グラビアアイドル・AV女優・タレント・女優
- 11月11日 - 鈴木達央、声優・歌手(OLDCODEX)
- 11月11日 - 芦沢明、元プロ野球選手
- 11月12日 - 甲藤啓介、プロ野球選手
- 11月12日 - 中野聡子、お笑い芸人（日本エレキテル連合）
- 11月13日 - 岩田亜矢那、女優
- 11月14日 - 秋山良人、お笑い芸人(あきげん)
- 11月16日 - 大西麻恵、女優
- 11月16日 - 佐倉亜実、女優
- 11月17日 - 林泉水、AV女優・ストリッパー
- 11月18日 - 小川エリカ、元タレント
- 11月19日 - 長谷川浩大、元騎手
- 11月21日 - 風間ゆず、AV女優
- 11月21日 - 三宅智子、大食いタレント
- 11月22日 - 小田都弥可、歌手
- 11月22日 - 芦名星、女優（+ 2020年）
- 11月22日 - 関谷友美、お笑い芸人
- 11月22日 - 常盤桜子、元AV女優
- 11月22日 - 熊丸武志、野球選手
- 11月23日 - 井野卓、プロ野球選手
- 11月24日 - 立川絵理、タレント
- 11月25日 - 伊藤淳史、俳優
- 11月26日 - 加藤英美里、声優
- 11月26日 - 丸山隆平、SUPER EIGHT
- 11月28日 - 折原みか、タレント
- 11月28日 - 芦原英智、プロ野球審判員
- 11月29日 - 内藤雄太、プロ野球選手

### 12月
- 12月1日 - 阿部翔平、サッカー選手
- 12月2日 - 瓜生明希葉、シンガーソングライター・ラジオパーソナリティ
- 12月4日 - 黒須麻耶、女優・モデル
- 12月7日 - 宮本笑里、ヴァイオリニスト
- 12月8日 - 赤嶺真吾、サッカー選手
- 12月10日 - 太田博久、お笑い芸人(ジャングルポケット)
- 12月10日 - 武内晋一、プロ野球選手
- 12月10日 - 坂本直弥、歌手(ON/OFF)
- 12月10日 - 坂本和弥、歌手(ON/OFF)
- 12月10日 - 篠山輝信、俳優
- 12月10日 - セイラ、タレント
- 12月11日 - 井村空美、女優
- 12月11日 - YOH、ORANGE RANGE
- 12月13日 - 犬塚友輔、サッカー選手
- 12月13日 - 山中美代子、お笑い芸人
- 12月14日 - 宝月ひかる、AV女優
- 12月14日 - 今成佳奈、シンガーソングライター
- 12月14日 - 齊藤哲也、プロアイスホッケー選手
- 12月15日 - 矢貫俊之、プロ野球選手
- 12月15日 - 深田あき、女優
- 12月15日 - 星風芳宏、元大相撲力士
- 12月16日 - 菊地美香、女優・声優
- 12月17日 - 坂田直貴、俳優
- 12月18日 - 小田切いくみ、テレビ山梨アナウンサー
- 12月18日 - 葉里真央、タレント・グラビアアイドル
- 12月18日 - 梶本勇介、プロ野球選手
- 12月20日 - 大島崇行、プロ野球選手
- 12月20日 - 柴田奈津子、セント・フォースアナウンサー(元岡山放送アナウンサー)
- 12月20日 - 寺島拓篤、声優
- 12月20日 - 吉田隼人、騎手
- 12月21日 - 上原美佐、女優
- 12月21日 - 竹内智香、スノーボードアルペン選手
- 12月22日 - 新居辰基、元サッカー選手
- 12月22日 - 鹿野優以、声優
- 12月22日 - 則島奈々美、レースクイーン
- 12月23日 - 岡田茜、女優
- 12月23日 - 斉藤俊雄、プロ野球選手
- 12月26日 - 石井元気、お笑い芸人(あきげん)
- 12月26日 - 高橋優、シンガーソングライター
- 12月27日 - 桜 稲垣早希、タレント
- 12月28日 - 中村藍子、女子プロテニス
- 12月29日 - 鴨志田貴司、プロ野球選手
- 12月29日 - 三上恭佑、プロレスラー
- 12月31日 - 末高斗夢、漫談家
- 12月31日 - 市井紗耶香、元モーニング娘。メンバー
- 12月31日 - 椎名実果、元AV女優